# 10227 Ідзанамі
10227 Ідзанамі (10227 Izanami) — астероїд головного поясу, відкритий 4 листопада 1997 року.
Тіссеранів параметр щодо Юпітера — 3,172.